# Marcos Antonio Orellana
Marcos Antonio de Orellana Mocholí, conocido también como erudito Orellana (o erudit Orellana en valenciano), fue un jurista y erudito valenciano, nacido en la ciudad de Valencia (España) en 1731 y fallecido en la misma ciudad en 1813.

## Vida
Cursó estudios de Filosofía y Leyes en la Universidad de Valencia, y se doctoró en la de Gandía. Ejerció la abogacía en Cádiz y después en Madrid, donde fue nombrado abogado de los Reales Consejos. Hacia 1780 se retiró a Valencia, donde se dedicó principalmente a los estudios históricos y a la erudición, y además llegó a ser en 1799 abogado de la Real Audiencia de la ciudad [cita requerida].
Escribió copiosamente, aunque en vida publicó pocas de sus obras. La mayor parte de éstas no se editaron hasta el siglo XX. Los temas que trata incluyen la historia del Reino de Valencia; la lengua valenciana, a la cual considera de origen lemosín, pero distinto del catalán; costumbres, usos y tradiciones valencianos; fauna y flora locales; numismática; música; entre otros. Acumuló una importante colección pictórica.
Perteneció a la Academia de la Lengua Latina Matritense y a las de San Fernando y San Carlos.
Por su conciencia sobre la decadencia idiomática y su interés por la historia y la literatura anteriores a su tiempo, se le incluye en el grupo de intelectuales valencianos anteriores a la Renaixença que anuncian ya alguna de sus características.

## Obras
- Valencia antigua y moderna. Historia y descripción de las calles, plazas y edificios de Valencia. No se publicó hasta 1923.
- Catálogo y descripció dels pardals de l'Albufera de Valencia. (sic). (1795).
- Catálogo d'els peixos qu'es crien e peixquen en lo mar de Valencia. (sic). (1802).
- Biografía pictórica valentina, o vida de los pintores, arquitectos, escultores y grabadores valencianos. Esta obra la escrita basándose en informaciones directas.
- Historia lúdica, o tratado de los juegos antiguos y modernos, y otras diversiones usadas en varias partes, particularmente en la Ciudad y Reino de Valencia.
- Tratado de la monedas de España y que han corrido en la corona de Aragón, especialmente en Valencia.
- El escudo verdadero antiguo de Valencia: el Dragón.
- Memoria sobre los guadamaciles valencianos.
- Noticia de los instrumentos músicos que se usaban en el Reino de Valencia.
- Memoria sobre los vidrios pintados y modo de crear esta industria en Valencia.
- Noticia sobre la fabricación del azúcar e ingenios que en lo antiguo se conocieron en el Reino de Valencia.
- Efemérides de Valencia.
- Historia del Santo Cáliz.
- Tratado Histórico-apologético de las mugeres emparedadas. Escrito en 1801 y publicado en 1887.[2]
- Se sabe que fue autor de poemas en lengua autóctona, así como de una compilación de adagios, obras actualmente perdidas.